# Lake Mills (Iowa)
Lake Mills é uma cidade localizada no estado americano de Iowa, no Condado de Winnebago.

## Demografia
Segundo o censo americano de 2000, a sua população era de 2140 habitantes.
Em 2006, foi estimada uma população de 2039, um decréscimo de 101 (-4.7%).

## Geografia
De acordo com o United States Census Bureau tem uma área de
6,7 km², dos quais 6,7 km² cobertos por terra e 0,0 km² cobertos por água. Lake Mills localiza-se a aproximadamente 382 m acima do nível do mar.

## Localidades na vizinhança
O diagrama seguinte representa as localidades num raio de 20 km ao redor de Lake Mills.